# Donnez au suivant
Donnez au suivant est une émission de télévision de type téléréalité animée par Chantal Lacroix et diffusée du 6 octobre 2005 au 10 avril 2007 sur le réseau TQS. L'émission revient le 7 septembre 2011 sur le réseau TVA.
L'émission fait référence au concept de « donner à son prochain ».

## Épisodes

### Première saison (2005-2006)
1. Un petit garçon de 8 ans de Ville-Marie / Bruno Potvin, souhaite revoir son père d’origine chilienne
2. Une famille de Gatineau très émue… Papa aussi ! / Réconciliation entre une fille et sa mère
3. Une sortie surprise pour des aînés / On peinture une immense demeure
4. Atteinte d'un cancer du sein, elle nage avec les dauphins / Une auto à une jeune femme qui a connu l'enfer de la drogue et de la prostitution
5. Une fourgonnette pour un enfant atteint de dystrophie musculaire / Un local pour une éducatrice spécialisée
6. Le rêve de Jérémy Gabriel : un disque ! / Le nouveau sourire de Nancy Ouellet
7. Un mariage mémorable / Des traitements dans une chambre hyperbare
8. Un livre pour les mamans qui ont vécu un drame périnatal / Du bon temps pour une greffée du foie et son donneur
9. Fécondation in vitro pour une jeune femme / De nouvelles infrastructures dans une cour d'école
10. Près de 3000 personnes dans le Vieux-Port de Montréal / Des élans de générosité

### Deuxième saison (2006-2007)
1. La Petite Méghane / Une soirée mémorable pour des déficients intellectuels
2. Guatemala (Michel Spénard) / Marie-Pier Pagé
3. Pierre Duplessis / Sylvie Portelance
4. Marie-Noëlle Gilbert / Francine Langlais
5. Karine Messier / Isabelle Laforest
6. Cécile Peterson / Roger Monderie
7. Les Frères Turmel / Cindy Bouchard
8. Muguette Marion / Lise Brideau
9. Annik Dubé / Jeanne Faucher
10. Cyndie Dubois / Isabelle Beaudoin
11. Richard O'Reilly / Élaine Boivin
12. Jean-Guy Lanouette / Louiselle Paquet
13. Denise Landry / Sonia Laniel
14. Suzanne Bélanger / Manon Demers
15. Monique Garon / Mariève Lapointe
16. Michelle Généreux / Aby Ba
17. Famijeunes / Voyage à Cuba
18. Un nouveau Logis / Le Vernissage des toiles d'Yvan Ducharme
19. William Grand-Maison / Johanne Grisé
20. Dernière émission originale / Les Amis de Chantal
21. Les Meilleurs Moments

## Commentaire
- Après deux semaines à TQS avec 909 000 téléspectateurs, l'émission bat la série Au nom de la loi à Radio-Canada et des rediffusions de Lance et compte : La Reconquête à TVA[2].
- À l'automne 2007, l'émission est remplacée par le talk-show 90 minutes de bonheur.
- En avril 2008, Chantal Lacroix poursuit Cogeco, propriétaire de TQS ayant déclaré faillite, pour 1,5 million de dollars[3].